# Лукка
Лу́кка (итал. Lucca) — город в итальянском регионе Тоскана, на реке Серкио. Административный центр одноимённой провинции. Площадь 185 км². В Лукке проживает 89 154 жителя (апрель 2014).
Покровителем города считается святой Павлин Луккский (итал. San Paolino). Праздник города 12 июля.

## Расположение
Город, расположенный на высоте 19 м над уровнем моря, был основан лигурийцами на островке посреди аллювиальной равнины реки Серкио. В переводе с местного наречия название означало «болотистый». Лукка и по сей день богата подземными и поверхностными водами. Обусловленный географическим положением, климат города является влажным и умеренным зимой и жарким и сухим летом.

## История
В 180 году до н. э. римляне основали селение под названием Лука (лат. Luca), согласно каноническому устройству: Кардо Максимус и Декуманус Максимус, которые делят город на кварталы — инсулы — и пересекаются на форуме. И в сегодняшнем устройстве города эти две оси, улицы Филлунго и Ченами, пересекающиеся с улицами Рома и Санта-Кроче, и форум, находящийся на площади Сан-Микеле, полностью соответствуют наиболее людным и богатым торговлей улицам внутри стен Лукки.
В Тёмные века Лукка не теряла своего значения, ибо здесь сходились дороги на Рим, Парму, Флоренцию, Пизу и Луни. Кроме того, через Лукку проходила главная транспортная артерия средневековой Италии — Via Francigena. До 774 года здесь была резиденция одного из трёх лангобардских герцогов Тосканы, потом его сменил франкский вельможа графского достоинства. После распада Каролингской державы Лукка служила столицей маркграфов Тосканских — до начала XII века, когда Матильда Каносская предпочла Лукке Флоренцию.
В Средние века, несмотря на затяжные конфликты с соседними городами-государствами (Пиза, Масса, Флоренция), город достиг значительного экономического развития благодаря изготовлению и продаже шёлка и банковской деятельности. Своего зенита он достиг при Каструччо Кастракани в начале XIV века. В последующие десятилетия владельцы города сменялись с калейдоскопической быстротой — Людовик Баварский и Иоанн Богемский, Герардино Спинола из Генуи и Мастино делла Скала из Вероны.
В XV веке (битва при Сан-Романо) Лукка окончательно уступает Флоренции звание главного города Тосканы, но сохраняет республиканское управление до прихода войск Наполеона в конце XVIII века. На протяжении XVII—XVIII веков это был второй по величине (после Венеции) итальянский город с республиканской формой правления.
23 июня 1805 года по решению сената города, Лукка превратилась в княжество Лукки и Пьомбино, переданное сестре Наполеона — Элизе Бачокки (Бонапарт). Именно это событие подразумевается в словах Анны Павловны Шерер, с которых начинается «Война и мир» Л. Н. Толстого: «Ну, что, князь, Генуя и Лукка стали не больше, как поместьями фамилии Бонапарте».
Венский конгресс отобрал Лукку у Бонапартов и передал её в руки вдовствующей королевы Этрурии, которая носила титул герцогини Луккской до самой смерти в 1824 году. Сын её, Карл Людовик, правил герцогством до 1847 года, после чего оно было присоединено к Великому герцогству Тосканскому.

## Достопримечательности
Золотой век Лукки — треченто — оставил большое количество церквей с фасадами, покрытыми богатым скульптурным декором, и высокими квадратными в плане кампанилами. За готическими фасадами скрываются более древние нефы, которые в отношении планировки вполне вписываются в рамки романики.
- Собор Святого Мартина — кафедральный собор Лукки, построенный в романском стиле, заложен в VI веке. Современный вид приобрёл в XI—XIII веках. В интерьере хранятся работы Джамболоньи, Фра Бартоломео, Тинторетто, Гирландайо и других выдающихся авторов.
- Базилика святого Фредиана — первая половина VI века (современный вид — XII век). В базилике находятся мощи святой Зиты (1212—1272).
- Музей Палаццо Манси — собрание живописи в барочном дворце XVII века. В пинакотеке представлены работы крупных мастеров венецианской и болонской школ, а также тосканская и фламандская живопись.
- Башня Гуиниджи — одна из самых заметных башен Лукки, визитная карточка города. Отличительная особенность — дубы, растущие на верхней площадке.
- Площадь Амфитеатра — овальная площадь, расположенная на месте римского амфитеатра II века н. э. и повторяющая его очертания.
- Кольцо крепостных стен 4,2 км длиной. В отличие от большинства старинных итальянских городов Лукка полностью сохранила фортификационные укрепления (в основном XVI века). Со стен и бастионов открываются живописные виды на окрестную равнину.

## Знаменитости Лукки
- Ансельмо ди Лукка (1036—1086), епископ Лукки
- Варфоломей Луккский (1236—1327), историк церкви, ученик Фомы Аквинского
- Джованни Арнольфини (1400—1452), купец
- Батони, Помпео (1708—1787), художник
- Кастракани, Каструччо (1281—1328), кондотьер
- Каталани, Альфредо (1854—1893), композитор
- Чиполлини, Марио (1967), велогонщик
- Чивитали, Маттео (1436 −1501), скульптор
- Фридиан (500—588), епископ Лукки
- Гальгани, Джемма (1878 −1903), святая
- Джеминиани, Франческо (1687—1762), композитор
- Пуччини, Джакомо (1858—1924), композитор
- Боккерини, Луиджи (1743—1805), композитор
- Луций III (1097—1185), Папа
- Ругани, Даниеле (1994), футболист
- Зита (1212 г. — 1272), святая
- Риччо, Эрос (1977), шахматист

## Спорт
Женский баскетбольный клуб «Баскет Ле Мура» — выступает в Серии А1 Чемпионата Италии.

## Города-побратимы
- Эбингдон, Великобритания
- Шонгау, Германия
- Кольмар, Франция
- Синт-Никлас, Бельгия
- Горинхем, Нидерланды
- Южный Сан-Франциско[англ.], США
- Гоголин, Польша
- Буэнос-Айрес, Аргентина

|                               |  |                   |  |                                                     |
| Вид на город с одной из башен |  | Пьяцца Анфитеатро |  | Романская базилика с кампаниллой Сан-Микеле-ин-Форо |